# Winona Ryder
Winona Laura Horowitz (* 29. října 1971, Winona, Minnesota, USA), známá spíše pod profesionálním jménem Winona Ryder, je americká herečka. Poté, co na sebe upozornila svéráznými rolemi na počátcích své kariéry, se jí dostalo pozornosti a kritického úspěchu rozmanitějšími výkony v žánrových filmech v průběhu 90. let 20. století. Je držitelkou mnoha ocenění, včetně Zlatého glóbu, a obdržela také dvě nominace na Oscara, jednu nominaci na cenu BAFTA a cenu Grammy.
Po svém filmovém debutu ve filmu Lucas (1986) se prosadila díky vedlejší roli v komedii Beetlejuice (1988). Následně ztvárnila hlavní role ve filmech Heathers (1989), Střihoruký Edward (1990) a Drákula (1992). Za své výkony ve filmech Věk nevinnosti (1993) a Malé ženy (1994) obdržela dvě nominace na Oscara za nejlepší herečku ve vedlejší roli a nejlepší herečku. Dále se objevila v hlavních rolí ve filmech Bolestná realita (1994), Co si ušít do výbavy (1995), Čarodějky ze Salemu (1996), Vetřelec: Vzkříšení (1997), Celebrity (1998), Narušení (1999) a Mr. Deeds – Náhodný milionář (2002).
Na počátku 21. století si dala od herectví pauzu poté, co její zatčení za krádež v obchodě v roce 2001 vyvolalo masivní negativní pozornost médií, později ztvárnila menší role ve filmech jako Temný obraz (2006), Star Trek (2009), Černá labuť (2010) a Dilema (2011). Ztvárnila roli Lois Wilson v televizním filmu Když láska nestačí: Lois Wilson (2010). Od roku 2016 ztvárňuje roli Joyce Byersové ve sci-fi hororovém seriálu Stranger Things stanice Netflix, za níž obdržela svou třetí nominaci na Zlatý glóbus. Dále objevila v minisérii Spiknutí proti Americe (2020) společnosti HBO a komediálním hororu Beetlejuice Beetlejuice (2024).

## Raný život
Winona Laura Horowitz se narodila v okrese Winona ve státě Minnesota rodičům Cynthii Palmer (rozené Istas) a Michaelu D. Horowitzovi. Její matka je spisovatelka, producentka a střihačka a její otec je spisovatel, editor, vydavatel a antikvář. Pracoval také jako archivář pro psychologa Timothyho Learyho (kmotr Ryder). Její předci z otcovy strany jsou původem aškenázští Židé z Ukrajiny a Rumunska. Když vyrůstala, každý rok na židovský svátek Pesach navštěvovala své prarodiče z otcovy strany v Brooklynu.
Je pojmenována po městě Winona v Minnesotě, své druhé jméno Laura dostala kvůli přátelství jejích rodičů s Laurou Huxley, manželkou spisovatele Aldouse Huxleyho. Její umělecké jméno je odvozeno od soulového a rockového zpěváka Mitche Rydera, jehož fanouškem byl její otec. Její otec je ateista a její matka je buddhistka. Ryder má mladšího bratra jménem Urie (pojmenovaného na počest prvního člověka ve vesmíru Jurije Gagarina) a dva starší nevlastní sourozence z předchozího manželství její matky: nevlastního bratra Jubala Palmera a nevlastní sestru Sunyatu Palmerovou. Rodinnými přáteli byli její kmotr Timothy Leary, básníci hnutí Beat generation Allen Ginsberg a Lawrence Ferlinghetti a sci-fi spisovatel Philip K. Dick. V roce 1978, když jí bylo sedm let, se s rodinou přestěhovala do obce Rainbow v Mendocino County v Kalifornii, kde žili s dalšími sedmi rodinami na pozemku o rozloze 120 hektarů (300 akrů). Vzhledem k tomu, že na odlehlém pozemku nebyla elektřina ani televize, začala se věnovat čtení a stala se vášnivou fanynkou románu Kdo chytá v žitě spisovatele J. D. Salingera. 
Když jí bylo deset let, s rodinou se přestěhovala do města Petalumy v Kalifornii. Během prvního týdne na škole Kenilworth Junior High byla šikanována dětmi, které si ji spletly se zženštilým chlapcem. V roce 1983 se ve 12 letech zapsala na American Conservatory Theatre v nedalekém San Franciscu, kde absolvovala své první lekce herectví. Během téhož roku se málem utopila, což způsobilo, že se u ní vyvinul strach z vody. Toto trauma způsobilo problémy později v jejím životě během podvodních scén ve filmu Vetřelec: Vzkříšení (1997), z nichž některé musely být mnohokrát přetočeny. Její zkušenosti se šikanou pokračovaly i na střední škole, kdy dosáhla raného filmového úspěchu s filmem Beetlejuice: „Pamatuji si, jak jsem si říkala, 'Och, film se stal číslem jedna. Díky tomu budou věci ve škole skvělé.' Ale všechno to zhoršilo. Říkali mi čarodějnice.“ V roce 1989 promovala na střední škole Petaluma High School s GPA 4.0.

## Herecká kariéra
Svoji kariéru zahájila v roce 1986. Přestože svůj debut zaznamenala již ve čtrnácti letech ve filmu Lucas (1986), její první významnější role přišla až o dva roky později, kdy ztvárnila postavu sebevražedné teenagerky Lydie Deetz v černé komedii Beetlejuice (1988). Po řadě vystoupení ve filmech a televizních pořadech přišla role v kultovním filmu Heathers (1989).
Velký úspěch u kritiků zaznamenala ve filmu Věk nevinnosti (1993). Děj tohoto filmu (podle stejnojmenného románu Edithy Whartonové) se odehrává převážně v USA v prostředí newyorské vysoké společnosti 70. let 19. století, ale také v Paříži. Režisérem byl Martin Scorsese, kterého herečka považuje za nejlepšího režiséra světa. V tomto filmu, ve kterém jejími hereckými partnery byli Michelle Pfeifferová (hraběnka Oleńska) a Daniel Day-Lewis (Newland Archer), ztvárnila Winona Ryder roli Archerovy snoubenky a později manželky May Welland. Byla za ni nominována na Oscara za vedlejší ženskou roli a nadto za ni obdržela Zlatý glóbus ve stejné kategorii. Filmový kritik Vincent Canby napsal tehdy v New York Times: „Ms Ryder is wonderful as this sweet young thing who's hard as nails, as much out of ignorance as of self-interest.“ (Slečna Ryder je báječná coby to sladké mladé stvoření, které je tvrdé jako hřebíky, a to jak z nevědomosti, tak z vlastního zájmu.)
O rok později byla Ryder opět nominována na Oscara, nyní však v kategorii nejlepší herečka, za ztvárnění role Jo March ve filmu Malé ženy (Little Women) (1994). Známá je rovněž pro roli ve filmu Vetřelec: Vzkříšení (Alien Resurrection) (1997). V roce 2000 obdržela Winona Ryder svou hvězdu na Chodníku slávy v Hollywoodu.

## Filmografie

### Filmy
| Rok  | Název                                    | Role                        | Poznámky                       |
| ---- | ---------------------------------------- | --------------------------- | ------------------------------ |
| 1986 | Lucas                                    | Rina                        |                                |
| 1987 | Návraty                                  | Gemma Dillard               |                                |
| 1988 | 1969                                     | Beth Karr                   |                                |
| 1988 | Beetlejuice                              | Lydia Deetz                 |                                |
| 1989 | Great Balls of Fire!                     | Myra Gale Lewis             |                                |
| 1989 | Heathers                                 | Veronica Sawyer             |                                |
| 1990 | Mořské panny                             | Charlotte Flax              |                                |
| 1990 | Střihoruký Edward                        | Kim Boggs                   |                                |
| 1990 | Vítej doma, Roxy Carmichaelová           | Dinky Bossetti              |                                |
| 1991 | Noc na Zemi                              | Corky                       |                                |
| 1992 | Drákula                                  | Wilhelmina Murray/Elisabeta |                                |
| 1993 | Dům duchů                                | Blanca Trueba               |                                |
| 1993 | Věk nevinnosti                           | May Welland                 |                                |
| 1994 | Malé ženy                                | Josephine March             |                                |
| 1994 | Bolestná realita                         | Lelaina Pierce              |                                |
| 1994 | Simpsonovi                               | Allison Taylor              |                                |
| 1995 | Co si ušít do výbavy                     | Finn Dodd                   |                                |
| 1996 | Čarodějky ze Salemu                      | Abigail Williams            |                                |
| 1996 | Looking for Richard                      | Lady Anne                   | dokumentární                   |
| 1996 | Ochránce                                 | Patty Vare                  |                                |
| 1997 | Vetřelec: Vzkříšení                      | Annalee Call                |                                |
| 1998 | Celebrity                                | Nola                        |                                |
| 1999 | Narušení                                 | Susanna Kaysen              | také výkonná producentka       |
| 2000 | Ďábel přichází                           | Maya Larkin                 |                                |
| 2000 | Podzim v New Yorku                       | Charlotte Fielding          |                                |
| 2001 | Zoolander                                | sama sebe                   |                                |
| 2002 | Simone                                   | Nicola Anders               | cameo                          |
| 2002 | Mr. Deeds – Náhodný milionář             | Babe Bennett/Pam Dawson     |                                |
| 2003 | The Day My God Died                      | vypravěč                    | dokumentární; také producentka |
| 2004 | Srdce je zrádná děvka                    | psycholožka                 | neuvedena v titulcích          |
| 2005 | Children of the Revolution: Tune Back In | samu sebe                   |                                |
| 2006 | Darwinovy ceny                           | Siri                        |                                |
| 2006 | Temný obraz                              | Donna Hawthorne             |                                |
| 2007 | Desatero                                 | Kelly LaFonda               |                                |
| 2007 | Sex 100+1                                | Gillian De Raisx            |                                |
| 2007 | Welcome                                  | Cynthia                     | krátkometrážní                 |
| 2008 | The Last Word                            | Charlotte Morris            |                                |
| 2008 | Informátoři                              | Cheryl Laine                |                                |
| 2009 | Star Trek                                | Amanda Grayson              |                                |
| 2009 | Water Pills                              | Carrie                      | krátkometrážní                 |
| 2009 | Tak se měj                               | Scarlet Smith               |                                |
| 2009 | Soukromé životy Pippy Lee                | Sandra                      |                                |
| 2010 | Černá labuť                              | Beth MacIntyre              |                                |
| 2011 | Dilema                                   | Geneva Backman              |                                |
| 2012 | The Letter                               | Martine                     |                                |
| 2012 | The Iceman                               | Deborah Kuklinski           |                                |
| 2012 | Frankenweenie: Domácí mazlíček           | Elsa Van Helsing (hlas)     |                                |
| 2013 | Nevyřízený účet                          | Sheryl Mott                 |                                |
| 2015 | Experimenter                             | Sasha Menkin Milgram        |                                |
| 2018 | Ten pravý, ta pravá?                     | Lindsay                     |                                |
| 2023 | Strašidelný dům                          | Pat                         | neuvedena v titulcích          |
| 2024 | Beetlejuice Beetlejuice                  | Lydia Deetz                 |                                |

### Televize
| Rok        | Název                            | Role                     | Poznámka                         |
| ---------- | -------------------------------- | ------------------------ | -------------------------------- |
| 1994       | Simpsonovi                       | Allison Taylor (hlas)    | díl: „Lízina rivalka“            |
| 1996       | Dr. Katz, profesionální terapeut | Winona (hlas)            | díl: „Monte Carlo“               |
| 1998       | The Larry Sanders Show           | sama sebe                | díl: „Another List“              |
| 2000       | Strangers with Candy             | Fran                     | díl: „The Last Temptation Blank“ |
| 2001       | Přátelé                          | Melissa Warburton        | díl: „Jak se Rachel líbala“      |
| 2002       | Saturday Night Live              | moderátorka              | díl: „Winona Ryder/Moby“         |
| 2010       | Když láska nestačí: Lois Wilson  | Lois Wilson              | TV film                          |
| 2013–2014  | Drunk History                    | Mary Dyer/ Peggy Shippen | 2 díly                           |
| 2014       | Turks & Caicos                   | Melanie Fall             | TV film                          |
| 2015       | Najděte mi hrdinu                | Vinni Restiano           | 4 díly                           |
| 2016–dosud | Stranger Things                  | Joyce Byersová           | hlavní role, 33 dílů             |
| 2020       | Spiknutí proti Americe           | Evelyn Finkel            | hlavní role, 6 dílů              |